# الیکایی پس‌سرزنگاری
الیکایی پس‌سرزنگاری یا الیکایی اسکلیتر (نام علمی: Campylorhynchus humilis) نام یک گونه از سرده خمیده‌منقارها است.